# Mycale doellojuradoi
Mycale doellojuradoi är en svampdjursart som beskrevs av Burton 1940. Mycale doellojuradoi ingår i släktet Mycale och familjen Mycalidae. Inga underarter finns listade i Catalogue of Life.